# تندرآغاج
تندرآغاج یا "تنورآغاج" یکی از روستاهای استان آذربایجان شرقی است که در دهستان اوجان غربی بخش مرکزی شهرستان بستان‌آباد واقع شده‌است.این روستا ۱۷۴ نفر جمعیت دارد.